# Russborough House

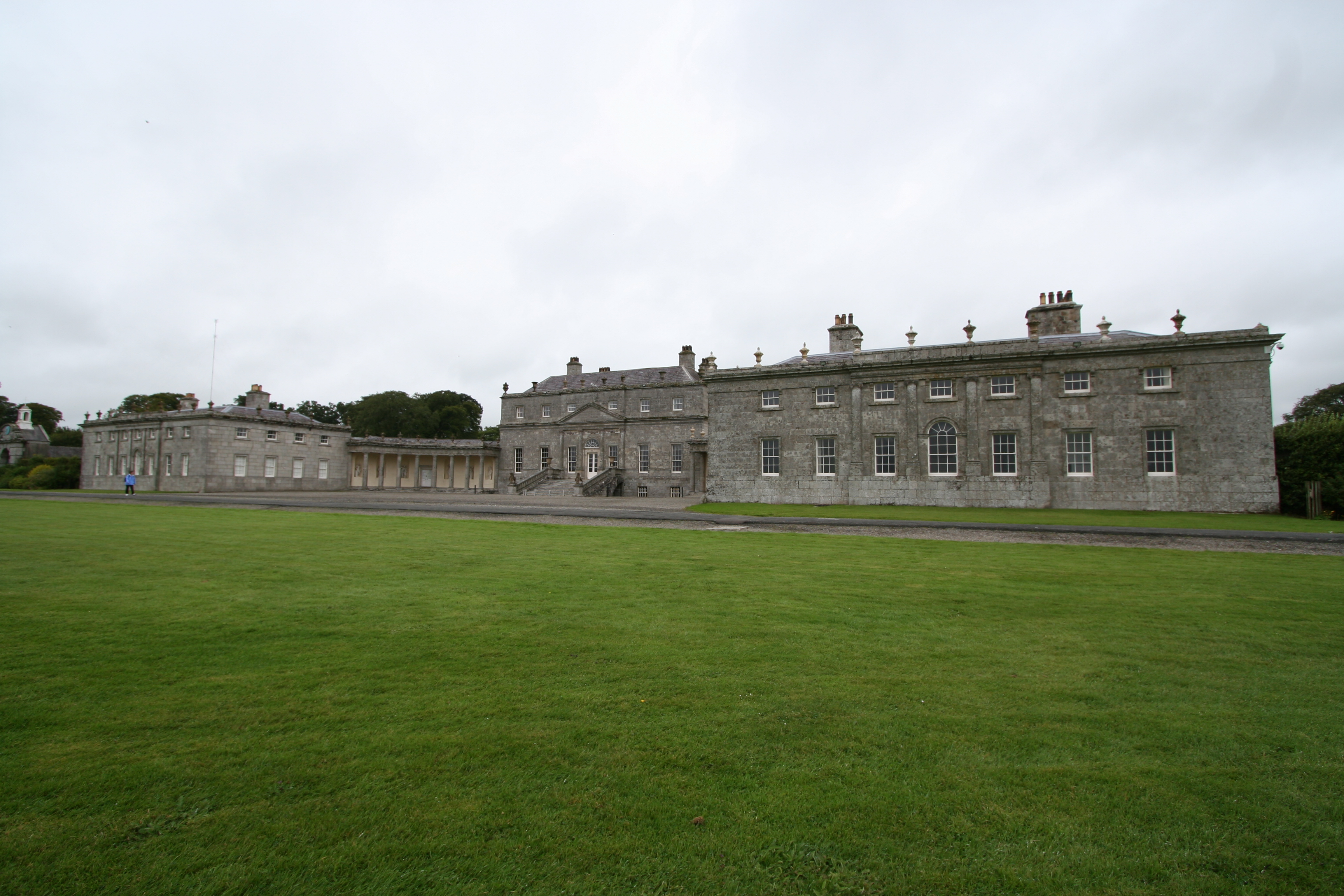
Fachada de Russborough House.

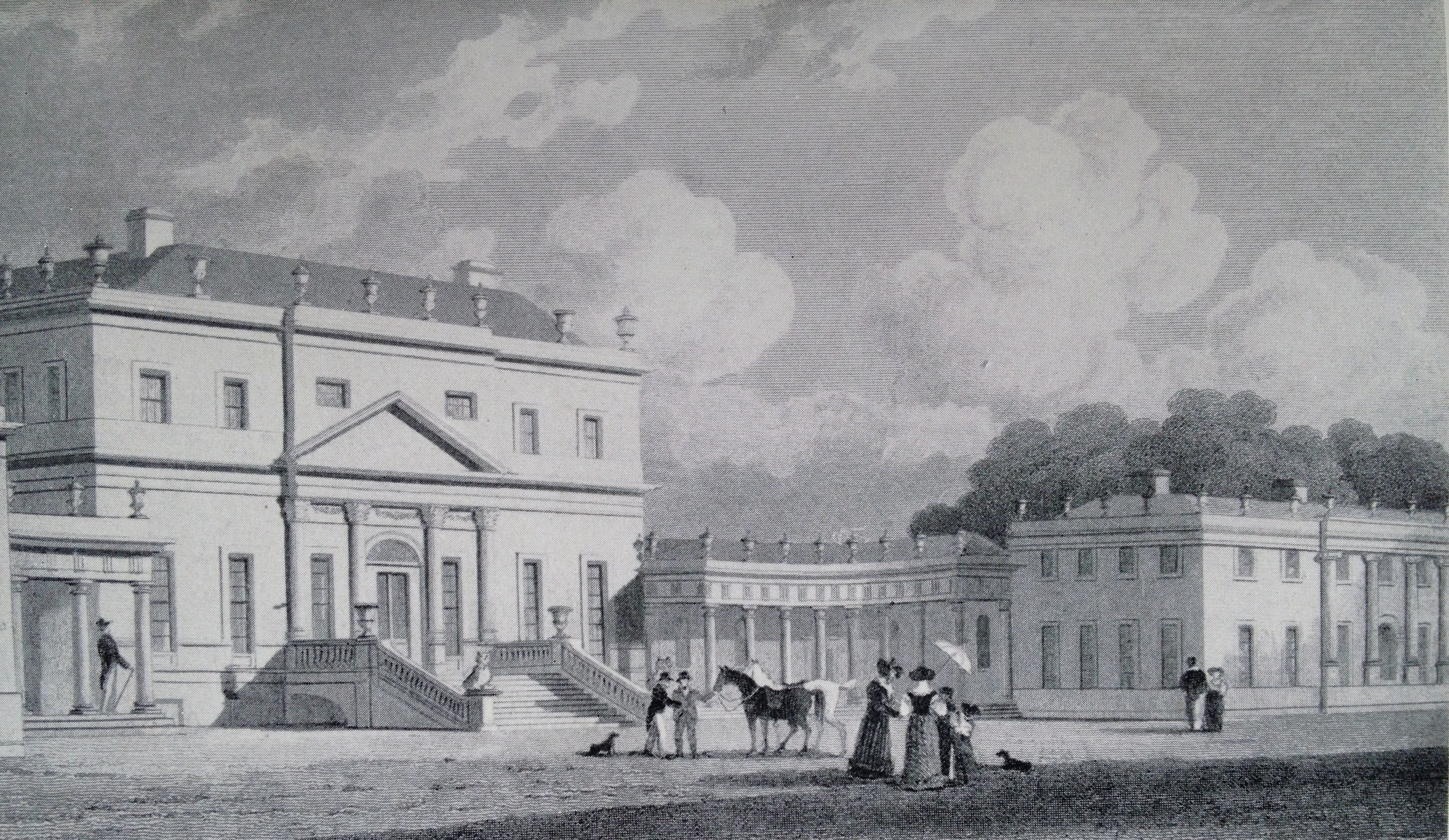
Russborough House, um refinado exemplo de arquitectura Palladiana na Irlanda.

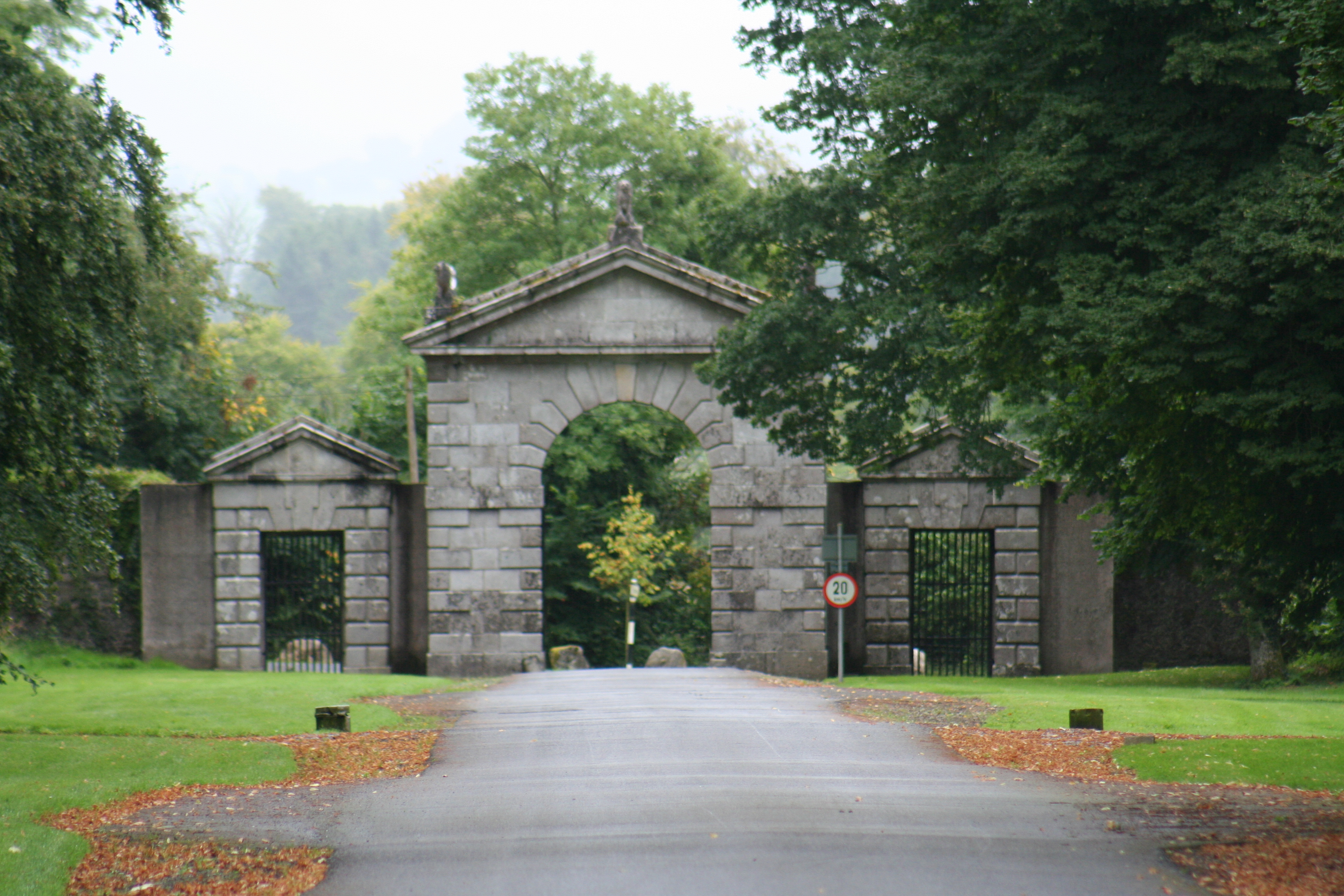
Entrada do parque de Russborough House.

Russborough House é um palácio rural situado nas proximidades dos Lagos Blessington, no Condado de Wicklow, Irlanda, entre as cidades de Blessington e Ballymore Eustace.

## História e Arquitectura
Russborough House é um exemplo particularmente refinado de  arquitectura palladiana. O palácio foi desenhado por Richard Cassels para o 1º Conde de Milltown, Joseph Lesson, e construído entre 1741 e 1755. O interior do edifício contrasta com o austero exterior por meio de alguns trabalhos ornamentais de estuque nos tectos, realizados pelos irmãos Lafranchini, os quais também colaboraram com Cassels na decoração de Carton House.

## Colecções de arte
Russborough House tem acolhido duas refinadas colecções de arte, começando pela propriedade Milltown, cuja colecção foi doada à Galeria Nacional da Irlanda depois da morte do último Conde.
Alfred Beit comprou o palácio em 1952, tendo alojado ali a sua própria colecção de família, a qual compreende obras de muitos dos grandes artistas, incluindo Goya, Vermeer, Peter Paul Rubens e Thomas Gainsborough. Esta colecção foi saqueada por quatro vezes:
- Em 1974 foi roubada por um gangue ligado ao IRA, o qual incluía a herdeira britânica Rose Dugdale. Nesta ocasião foram roubadas dezanove pinturas no valor estimado de 8 milhões de librass. Foi tentada, então, uma troca das obras de arte por prisioneiros, mas as obras seriam recuperadas e os ladrões aprisionados.
- Em 1986, um gangue de Dublin liderado por Martin Cahill (alcunhado de "O General"), roubou dezoito pinturas com um valor total de 30 milhões de libras. Dezasseis dessas pinturas foram recuperadas, permanecendo as restantes duas desaparecidas.
- Em 2001 foram roubadas duas pinturas, no valor de 3 milhões de libras, por três homens armados. Uma das pinturas, "Madame Bacelli" de Gainsborough, já havia sido roubado em 1986. Ambas as pinturas foram recuperadas em Setembro de 2002.
- Em 2002, poucos dias depois da recuperação das pinturas roubadas em 2001, o palácio foi novemante assaltado, sendo desta vez levadas cinco pinturas. Estas viriam a ser recuperadas em Dezembro do mesmo ano, durante uma busca a uma casa de Clondalkin.

Para além do quadro de Gainsborough, uma outra pintura, "The Letter Writer" de Vermeer, provavelmente a obra mais valiosa da colecção, foi roubada duas vezes, sendo igualmente recuperada mais tarde.
A colecção Beit tem doado muitos dos seus trabalhos ao estado, permanecendo o palácio aberto ao público. O acesso ao edifício foi disponibilizado pela Fundação Alfred Beit em 1978.